# Cổ Loa

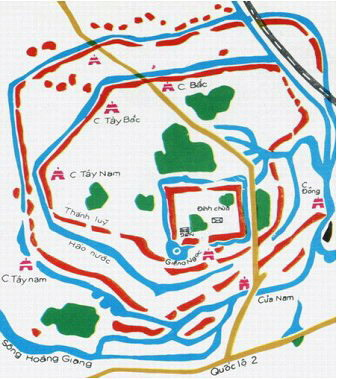
Plan Cổ Loa

Cổ Loa – stolica starożytnego państwa Âu Lạc, której ruiny znajdują się około 15 kilometrów na północny zachód od dzisiejszego Hanoi.
Miasto zostało zbudowane w połowie III wieku p.n.e. przez króla An Dương Vươnga. Zgodnie z legendą wzniesieniu Cổ Loa chciały zapobiec złe duchy, dobry żółw podarował jednak władcy swój pazur, z którego wykonano magiczną kuszę przeciwko demonom. Po chińskim podboju Wietnamu pod koniec II wieku p.n.e. miasto stopniowo podupadło.
Cổ Loa miało charakter wybitnie obronny, ulokowano je pośród zapewniających naturalną ochronę wzgórz. W jego centrum znajdowała się cytadela, otoczona spiralnie biegnącymi murami. Zewnętrzny mur, o wysokości 4 metrów i długości 8 kilometrów, składał się z wału ziemnego wzmocnionego kamieniami i otoczonego fosą. Fosa łączyła się z rzeką Hoàng Giang, co w czasie wojny ułatwiało działania floty. W trakcie przeprowadzonych prac archeologicznych na stanowisku odkryto szereg wyrobów metalowych związanych z kulturą Đông Sơn, m.in. motyki, lemiesze, noże, groty włóczni i strzał. W 1982 roku odnaleziony został olbrzymi bęben wykonany z brązu.